# Larisa Kuklina
Larisa Grigor'evna Kuklina, nata Kuznecova (in russo Лариса Григорьевна Куклина (Кузнецова)?); Labytnangi, 12 dicembre 1990), è una biatleta russa.

## Biografia
Larisa Kuklina, attiva dalla stagione 2008-2009, ai Mondiali juniores di Torsby 2010 ha vinto la medaglia d'oro nella staffetta; ha esordito in Coppa del Mondo il 13 gennaio 2019 in staffetta ad Oberhof, ottenendo subito la prima vittoria, e ai Campionati mondiali a Östersund 2019, classificandosi 16ª nell'individuale. L'anno dopo ai Mondiali di Anterselva 2020 si è piazzata 23ª nell'individuale, 48ª nella sprint, 23ª nell'inseguimento, 8ª nella staffetta e 7ª nella staffetta mista individuale e a quelli di Pokljuka 2021 14ª nell'individuale; è inattiva in ambito internazionale dalla stagione 2021-2022 poiché in seguito all'invasione russa dell'Ucraina del 2022 gli atleti russi sono stati esclusi dalle competizioni riconosciute dall'International Biathlon Union. Non ha preso parte a rassegne olimpiche.

## Palmarès

### Mondiali juniores
- 1 medaglia:
  - 1 oro (staffetta a Torsby 2010)

### Mondiali giovanili
- 1 medaglia:
  - 1 oro (staffetta a Canmore 2009)

### Europei
- 2 medaglie:
  - 2 bronzi (individuale, staffetta mista individuale a Duszniki-Zdrój 2021)

### Coppa del Mondo
- Miglior piazzamento in classifica generale: 21ª nel 2020
- 2 podi (a squadre):
  - 1 vittoria
  - 1 secondo posto

#### Coppa del Mondo - vittorie
| Data            | Località | Nazione  | Specialità                                                         |
| --------------- | -------- | -------- | ------------------------------------------------------------------ |
| 13 gennaio 2019 | Oberhof  | Germania | RL (con Evgenija Pavlova, Margarita Vasil'eva e Ekaterina Jurlova) |

Legenda:

RL = staffetta

## Alrri progetti
- Wikimedia Commons contiene immagini o altri file su Larisa Kuklina